# 梨树乡 (重庆市)
梨树乡，是中华人民共和国重庆市万州区下辖的一个乡镇级行政单位。

## 行政区划
梨树乡下辖以下地区：
安民社区、龙头村、河马村和召灵村。